# United Linux
United Linux war eine gemeinsame Linux-Distribution, die von Anfang 2002 bis Januar 2004 von den Unternehmen SCO (vormals Caldera International), Conectiva, SuSE Linux AG und Turbolinux entwickelt wurde. Mandrakesoft sollte auch noch beitreten, verweigerte aber die Zusammenarbeit. Red Hat reagierte verärgert, da das Unternehmen erst einen Tag vor der Gründung eine Anfrage erhielt, und bildete die Red Hat Alliance.

## Inhalt
United Linux sollte Entwicklungsressourcen sparen und eine gemeinsame Basis für Zertifizierungen schaffen. Im Bemühen um einheitliche Standards für die Distribution hielt man sich eng an die „Linux Standard Base“ (LSB), die selbst allerdings andere Ziele verfolgt. Das Produkt richtete sich ausschließlich an Unternehmenskunden und zielte auf den Servereinsatz. United Linux umfasste KDE, Gnome, Compiler, Antivirenprogramm und sehr viele Analysewerkzeuge, aber kein Office-Paket. Als Installationsprogramm diente das YaST2 von SuSE Linux.
Die Distribution darf nicht frei an Dritte verteilt werden. Das Vervielfältigen und Einsetzen innerhalb des Unternehmens kann jedoch beliebig oft erfolgen. Dafür hatten große Softwarehersteller wie zum Beispiel BEA, IBM, Hewlett-Packard und Oracle ihre Produkte für UnitedLinux zertifiziert.

## Scheitern von United Linux
Von SuSE und Novell wurde mitgeteilt „dass die Ziele von United Linux erreicht worden seien. Da SCO die Arbeit an dem Projekt unterbrochen hat, (siehe dazu auch SCO gegen Linux, Anmerkung der Autoren) gebe es keinen Nutzen, an dem Projekt weiter zu arbeiten“. Ferner wurde im Januar 2004 SuSE von Novell übernommen, wodurch der wichtigste Partner von UnitedLinux entfiel. Die Distribution wird seit Mitte 2005 nur noch von Turbolinux vertrieben, da Conectiva von Mandrake Linux übernommen wurde. Die Distribution und die Webseite werden seit dem 22. April 2003 nicht mehr aktualisiert. An der Technologiepartnerschaft mit Turbolinux will man jedoch festhalten und für die Produkte, die auf United Linux aufsetzen, mindestens fünf Jahre Support bieten.

## Nachfolger
Mandrake Linux, Conectiva, Turbolinux und Progeny schlossen sich am 16. November 2004 zum kurzlebigen Linux Core Consortium (LCC) zusammen.